# Jeffrey Buitenhuis
Jeffrey Buitenhuis (Utrecht, 8 februari 1992) is een Nederlands voormalig profvoetballer die uitkwam voor eerstedivisionist FC Den Bosch. Op vrijdag 5 augustus 2011 maakte hij zijn debuut voor de club tegen FC Zwolle, hij begon direct in de basis. In 2014 kwam zijn profloopbaan ten einde en ging hij als amateur spelen bij IJsselmeervogels. 

## Overzicht
| Seizoen | Club         | Land      | Competitie     | Wedstrijden | Doelpunten |
| ------- | ------------ | --------- | -------------- | ----------- | ---------- |
| 2011/12 | FC Den Bosch | Nederland | Eerste divisie | 12          | 1          |
| 2012/13 | FC Den Bosch | Nederland | Eerste divisie | 22          | 0          |
| 2013/14 | FC Den Bosch | Nederland | Eerste divisie | 7           | 0          |
| Totaal  | Totaal       | Totaal    | Totaal         | 41          | 1          |